# Raupenberg
Raupenberg ist ein zur Gemeinde Diera-Zehren im sächsischen Landkreis Meißen gehörender Ort.
Der Ort liegt rechts der Elbe südlich des Golkwaldes. Südlich Raupenbergs verläuft die Staatsstraße 88 von Diera nach Nieschütz. Die Bebauungen von Raupenberg und Golk gehen heute ineinander über.
Das 1498 ersterwähnte Raupenberg war ursprünglich ein Ortsteil von Zadel, wurde aber 1928 nach Golk umgegliedert. Am 1. Juli 1950 wurde Golk nach Nieschütz eingemeindet, Nieschütz am 1. März 1974 nach Diera. Nach dem Zusammenschluss von Diera und Zehren gehört Raupenberg zur Gemeinde Diera-Zehren, wird aber nicht als eigener Ortsteil genannt, sondern bleibt Golk zugeordnet.
Im Jahr 1875 lebten 33 Menschen in Raupenberg. 